# Eleições estaduais em Roraima em 2022
As eleições estaduais em Roraima em 2022 foram realizadas em 2 de outubro. Os eleitores aptos a votar elegeram um governador, vice-governador, um senador, 8 deputados federais e 24 estaduais. O atual governador em exercício é Antonio Denarium, do Progressistas (PP), governador eleito em 2018 e reeleito em primeiro turno. E com a aprovação da Emenda Constitucional nº 111, terá seu término em 6 de janeiro de 2027. Para a eleição ao Senado Federal, foi eleito Dr. Hiran, do PP.

## Calendário eleitoral
| Calendário eleitoral      | Calendário eleitoral                                                                       |
| ------------------------- | ------------------------------------------------------------------------------------------ |
| 15 de maio                | Início do financiamento coletivo dos pré-candidatos                                        |
| 20 de julho a 5 de agosto | Convenções partidárias para a escolha dos candidatos e das coligações                      |
| 2 de outubro              | Primeiro turno das eleições                                                                |
| 7 a 28 de outubro         | Propaganda eleitoral gratuita no rádio e na televisão relativa a um eventual segundo turno |
| 30 de outubro             | Eventual segundo turno das eleições                                                        |
| até 19 de dezembro        | Diplomação dos eleitos pela Justiça Eleitoral                                              |

## Candidatos ao governo de Roraima
| Candidato(a) a governador(a)                                                          | Candidato(a) a governador(a)                                                          | Candidato(a) a governador(a)                                                          | Candidato(a) a vice-governador(a)                                                     | Nº                                                                                    | Coligação /Federação | Tempo de horário eleitoral |
| ------------------------------------------------------------------------------------- | ------------------------------------------------------------------------------------- | ------------------------------------------------------------------------------------- | ------------------------------------------------------------------------------------- | ------------------------------------------------------------------------------------- | --- | -------------------------- |
|                                                                                       |                                                                                       | Antonio Denarium PP                                                                   | Edilson Damião Republicanos                                                           | 11                                                                                    | Roraima Trabalhando e Deus Abençoando PP, Republicanos, PSD, PTB, Federação PSDB Cidadania, PRTB, PODE, UNIÃO, Avante, Patriota, Solidariedade | 4:24                       |
|                                                                                       |                                                                                       | Fábio Almeida PSOL                                                                    | Francisco Wapichana PSOL                                                              | 50                                                                                    | Sem coligação Federação PSOL REDE | 0:27                       |
|                                                                                       |                                                                                       | Juraci Escurinho PDT                                                                  | Psicóloga Lia Michelli PDT                                                            | 12                                                                                    | Sem coligação PDT | 0:50                       |
|                                                                                       |                                                                                       | Rudson Leite PV                                                                       | Cristina Burger PV                                                                    | 43                                                                                    | Sem coligação FE Brasil (PT, PV e PCdoB) | 1:48                       |
|                                                                                       |                                                                                       | Teresa Surita MDB                                                                     | Édio Lopes PL                                                                         | 15                                                                                    | Roraima Muito Melhor MDB, PL, PSB, PMB | 2:28                       |
| Apresentação de acordo com a ordem da propaganda eleitoral e representação partidária | Apresentação de acordo com a ordem da propaganda eleitoral e representação partidária | Apresentação de acordo com a ordem da propaganda eleitoral e representação partidária | Apresentação de acordo com a ordem da propaganda eleitoral e representação partidária | Apresentação de acordo com a ordem da propaganda eleitoral e representação partidária | Apresentação de acordo com a ordem da propaganda eleitoral e representação partidária                                                          | Sobras: 0:03               |

## Candidatos ao Senado Federal
| Candidato(a) a senador(a)                             | Candidato(a) a senador(a)                             | Candidato(a) a senador(a)                             | Candidatos a suplente                                     | Nº                                                    | Coligação /Federação | Tempo de horário eleitoral |
| ----------------------------------------------------- | ----------------------------------------------------- | ----------------------------------------------------- | --------------------------------------------------------- | ----------------------------------------------------- | --- | -------------------------- |
|                                                       |                                                       | Bartô Macuxi PSOL                                     | 1º: Lucia Alberto (PSOL) 2º: Irmanio Sarmento (PSOL)      | 500                                                   | Sem coligação Federação PSOL REDE | 0:11                       |
|                                                       |                                                       | Ozeas Colares PODE                                    | 1º: Fabio Cardoso (PODE) 2º: Dorinha (PODE)               | 190                                                   | Sem coligação PODE | 0:16                       |
|                                                       |                                                       | Maranhão do Povão PDT                                 | 1º: Rogerio Ramos (PDT) 2º: Edvagno Alves (PDT)           | 123                                                   | Sem coligação PDT | 0:24                       |
|                                                       |                                                       | Telmário Mota PROS                                    | 1º: Cel Henrique (PROS) 2º: Frankembergen Galvão (PSC)    | 903                                                   | Vamos Cuidar para Roraima Não Parar PROS, PSC                                                                                                  | 0:14                       |
|                                                       |                                                       | Romero Jucá MDB                                       | 1º: Sérgio Pillon (MDB) 2º: Placido Alves (MDB)           | 156                                                   | Roraima Muito Melhor MDB, PL, PSB, PMB | 1:15                       |
|                                                       |                                                       | Mauricio Costa Patriota                               | 1º: Reginaldo Silva (Patriota) 2º: Ana Alencar (Patriota) | 511                                                   | Sem coligação Patriota | 0:10                       |
|                                                       |                                                       | Dr. Hiran PP                                          | 1º: Jr Rodrigues (Republicanos) 2º: Aline Rezende (PRTB)  | 111                                                   | Roraima Trabalhando e Deus Abençoando PP, Republicanos, PSD, PTB, Federação PSDB Cidadania, PRTB, PODE, UNIÃO, Avante, Patriota, Solidariedade | 2:16                       |
|                                                       |                                                       | Dr Ilderson PTB                                       | 1º: Salazar (PTB) 2º: Halisson (PTB)                      | 144                                                   | Sem coligação PTB | 0:11                       |
|                                                       |                                                       | Juiz Helder Girão PMN                                 | 1º: Alfredo Prym (PMN) 2º: Regina (PMN)                   | 333                                                   | Sem coligação PMN | Não possui                 |
| Apresentação de acordo com a representação partidária | Apresentação de acordo com a representação partidária | Apresentação de acordo com a representação partidária | Apresentação de acordo com a representação partidária     | Apresentação de acordo com a representação partidária | Apresentação de acordo com a representação partidária                                                                                          | Sobras: 0:03               |

## Pesquisas

### Para governador
| Período  | Instituto          | Amostragem | Denarium (PP) | Teresa (MDB)       | Fábio (PSOL) | Juraci (PDT) | Rudson (PV) | B/N | NS/NR | Vantagem |    |    |    |    |    |    |
| -------- | ------------------ | ---------- | ------------- | ------------------ | ------------ | ------------ | ----------- | --- | ----- | -------- | -- | -- | -- | -- | -- | -- |
| Período  | Instituto          | Amostragem | 26-28/08      | IPEC RR-07397/2022 | 800          | 45%          | 38%         | B/N | NS/NR | Vantagem | 2% | 1% | 1% | 6% | 8% | 7% |
| 16-19/09 | IPEC RR-07152/2022 | 800        | 50%           | 37%                | 1%           | 1%           | 1%          | 3%  | 7%    | 13%      |    |    |    |    |    |    |

### Para senador
| Período  | Instituto          | Amostragem | Hiran (PP) | Jucá (MDB)         | Telmário (PROS) | Helder (PMN) | Maranhão (PDT) | Ilderson (PTB) | Bartô (PSOL) | Maurício (Patriota) | Ozeas (PODE) | B/N | NS/NR | Vantagem |    |    |    |     |     |        |
| -------- | ------------------ | ---------- | ---------- | ------------------ | --------------- | ------------ | -------------- | -------------- | ------------ | ------------------- | ------------ | --- | ----- | -------- | -- | -- | -- | --- | --- | ------ |
| Período  | Instituto          | Amostragem | 26-28/08   | IPEC RR-07397/2022 | 800             | 26%          | 26%            | 12%            | 5%           | 2%                  | 2%           | B/N | NS/NR | Vantagem | 1% | 1% | 1% | 10% | 14% | Empate |
| 16-19/09 | IPEC RR-07152/2022 | 800        | 36%        | 27%                | 9%              | 4%           | 1%             | 2%             | 1%           | 1%                  | 1%           | 6%  | 13%   | 9%       |    |    |    |     |     |        |

## Debates

### Para governador(a)
| Data                   | Organizadores                                   | Mediador(a)        | Denarium (PP) | Juraci (PDT) | Teresa (MDB) | Rudson (PV) | Fábio (PSOL) |
| ---------------------- | ----------------------------------------------- | ------------------ | ------------- | ------------ | ------------ | ----------- | ------------ |
| 16 de setembro de 2022 | TV Bandeirantes Roraima                         | Clayton Pascarelli | Ausente       | Presente     | Presente     | Presente    | Presente     |
| 18 de setembro de 2022 | TV Cultura Roraima, Folha BV e Folha FM         | Getúlio Cruz       | Ausente       | Presente     | Presente     | Presente    | Presente     |
| 27 de setembro de 2022 | Rede Amazônica Boa Vista                        | Luana Borba        | Ausente       | Presente     | Presente     | Presente    | Presente     |
| 28 de setembro de 2022 | Tropical TV e Rádio Tropical[carece de fontes?] | Leoncio Monteiro   | Ausente       | Presente     | Ausente      | Presente    | Presente     |

### Para vice-governador(a)
| Data                   | Organizadores           | Mediador           | Damião (Denarium) | Francisco (Fábio) | Lia (Juraci) | Cristina (Rudson) | Édio (Teresa) |
| ---------------------- | ----------------------- | ------------------ | ----------------- | ----------------- | ------------ | ----------------- | ------------- |
| 15 de setembro de 2022 | TV Bandeirantes Roraima | Clayton Pascarelli | Ausente           | Presente          | Presente     | Presente          | Presente      |

## Resultados

### Governador
| Candidato(a)            | Vice                         | 1º turno 2 de outubro de 2022 | 1º turno 2 de outubro de 2022 |
| Candidato(a)            | Vice                         | Votação                       | Votação                       |
| Candidato(a)            | Vice                         | Total                         | %                             |
| ----------------------- | ---------------------------- | ----------------------------- | ----------------------------- |
| Antonio Denarium (PP)   | Edison Damião (Republicanos) | 163.167                       | 56,47%                        |
| Teresa Surita (MDB)     | Édio Lopes (PL)              | 118.856                       | 41,14%                        |
| Fábio Almeida (PSOL)    | Francisco Wapichana (PSOL)   | 3.843                         | 1,33%                         |
| Juraci Escurinho (PDT)  | Psicóloga Lia Michelli (PDT) | 1.878                         | 0,65%                         |
| Rudson Leite (PV)       | Cristina Burger (PV)         | 1.189                         | 0,41%                         |
| Total de votos válidos  | Total de votos válidos       | 288.933                       | 94,94%                        |
| Votos em branco         | Votos em branco              | 3.029                         | 1,00%                         |
| Votos nulos             | Votos nulos                  | 12.357                        | 4,06%                         |
| Total                   | Total                        | 304.319                       | 83,28%                        |
| Abstenções              | Abstenções                   | 61.076                        | 16,72%                        |
| Eleitores aptos a votar | Eleitores aptos a votar      | 365.395                       | 100,00%                       |

### Senador
| Candidato(a)            | Turno Único 2 de outubro de 2022 | Turno Único 2 de outubro de 2022 |
| Candidato(a)            | Votação                          | Votação                          |
| Candidato(a)            | Total                            | %                                |
| ----------------------- | -------------------------------- | -------------------------------- |
| Hiran Gonçalves (PP)    | 118.760                          | 46,43%                           |
| Romero Jucá (MDB)       | 91.431                           | 35,75%                           |
| Telmario Mota (PROS)    | 19.609                           | 7,67%                            |
| Bartô Macuxi (PSOL)     | 11.171                           | 4,37%                            |
| Ilderson Silva (PTB)    | 5.542                            | 2,17%                            |
| Ozeas Colares (PODE)    | 5.393                            | 2,11%                            |
| Maranhão do Povão (PDT) | 2.822                            | 1,10%                            |
| Mauricio Costa (PATRI)  | 1.052                            | 0,41%                            |
| Total de votos válidos  | 255.780                          | 84,05%                           |
| Votos em branco         | 10.203                           | 3,35%                            |
| Votos nulos             | 38.336                           | 12,60%                           |
| Total                   | 304.319                          | 83,28%                           |
| Abstenções              | 61.076                           | 16,72%                           |
| Eleitores aptos a votar | 365.395                          | 100,00%                          |

### Deputados federais eleitos
Esses são os 8 deputados federais eleitos pelo estado de Roraima.

Representação eleita
  Republicanos: 3
  UNIÃO: 2
  MDB: 2
  PSD: 1

| Candidato(a)                         | Total de votos | Percentagem | Cidade Natal                |
| ------------------------------------ | -------------- | ----------- | --------------------------- |
| Jhonathan de Jesus (Republicanos)    | 19.881 votos   | 6,88%       | Boa Vista, Roraima          |
| Helena da Asatur (MDB)               | 15.848 votos   | 5,43%       | Araguatins, Tocantins       |
| Duda Ramos (MDB)                     | 14.793 votos   | 5,06%       | Benjamin Constant, Amazonas |
| Defensor Stélio Dener (Republicanos) | 14.193 votos   | 4,86%       | Boa Vista, Roraima          |
| Albuquerque (Republicanos)           | 14.015 votos   | 4,8%        | Moraújo, Ceará              |
| Antonio Carlos Nicoletti (UNIÃO)     | 10.969 votos   | 4,76%       | Ijuí, Rio Grande do Sul     |
| Zé Haroldo Cathedral (PSD)           | 10.361 votos   | 3,55%       | Cuiabá, Mato Grosso         |
| Pastor Diniz (UNIÃO)                 | 8.243 votos    | 2,82%       | Boa Vista, Roraima          |

Esses são os 24 deputados estaduais eleitos pelo estado de Roraima.
Representação eleita

Representação eleita
  Republicanos: 4
  UNIÃO: 3
  PP: 3
  Solidariedade: 2
  MDB: 2
  PMB: 2
  PRTB: 2
  PODE: 2
  PSD: 2
  PL: 1
  PSC: 1
  Cidadania: 1

| Candidato (a)          | Partido      | Votação     |
| ---------------------- | ------------ | ----------- |
| Soldado Sampaio        | Republicanos | 8.746 votos |
| Joilma Teodora         | Podemos      | 7.658 votos |
| Marcos Jorge           | Republicanos | 7.624 votos |
| Tayla Peres            | Republicanos | 7.292 votos |
| Neto Loureiro          | PMB          | 7.053 votos |
| Aurelina Medeiros      | PP           | 6.959 votos |
| Catarina Guerra        | União Brasil | 6.939 votos |
| Chico Mozart           | PP           | 6.661 votos |
| Jorge Everton          | União Brasil | 6.627 votos |
| Renato Silva           | PROS         | 6.331 votos |
| Marcelo Cabral         | Cidadania    | 5.862 votos |
| Odilon                 | Podemos      | 5.276 votos |
| Idazio Da Perfil       | MDB          | 5.039 votos |
| Lucas Souza            | PROS         | 4.591 votos |
| Coronel Chagas         | PRTB         | 4.579 votos |
| Eder Lourinho          | PSD          | 4.490 votos |
| Angela Águida Portella | PP           | 4.475 votos |
| Dr Claudio Cirurgião   | União Brasil | 4.320 votos |
| Gabriel Picanço        | Republicanos | 3.861 votos |
| Marcinho Belota        | PRTB         | 3.549 votos |
| Dr Meton               | MDB          | 3.412 votos |
| Rárison Barbosa        | PMB          | 3.200 votos |
| Isamar Júnior          | PSC          | 3.145 votos |
| Armando Neto           | PL           | 3.046 votos |